# 今夜もごちそうさま
『今夜もごちそうさま』（こんやもごちそうさま）は、NHKの『ドラマ新銀河』で1997年7月7日から7月31日まで放送されたテレビドラマ。放送時間は月曜日～木曜日19:40-19:58。全16回。平均視聴率は12.4%。1998年5月18日には総集編が放送された。

## キャスト
- 小林桂樹
- 水沢アキ
- 大和田獏
- 愛禾みさ
- 三国一夫
- 矢田裕子
- 松原実智子
- 奥村公延
- 梅津栄
- 柳有
- 五大路子

## スタッフ
- 作 - 松平繁子[1]
- 音楽 - 島津秀雄[1]
- 制作統括 - 竹内豊[1]
- 演出 - 伊豫田静弘[1]、榎戸崇泰[1]、佐藤譲[1]
- 美術 - 川口撃司[1]
- 技術 - 酒向公樹[1]、久野博[1]
- 制作 - ：NHK